# Giovanni Polar (Politiker, 1825)
Giovanni Polar (* 10. März 1825 in Breganzona; † 26. Januar 1868 ebenda; heimatberechtigt in Breganzona) war ein Schweizer Rechtsanwalt, Politiker, Tessiner Grossrat und Nationalrat.

## Leben
Giovanni Polar war Sohn des Pietro Polar, Bruder des Ignazio Polar und Schwager des Bernardino Lurati. Er studierte Rechtswissenschaften an der Universität Turin und schloss 1845 ab. Der Anwalt und Kaufmann aus Lugano war konservativer Abgeordneter im Tessiner Grossrat von 1859 bis 1867 und im Nationalrat von 1866 bis 1868. Nach dem bewaffneten Aufstand der Radikalen (Pronunciamento) im Jahr 1855 wurde er zusammen mit seinem Bruder Secondo zu vier Jahren Gefängnis verurteilt; das Urteil wurde später vom Grossrat aufgehoben. Er setzte sich für die Verteidigung der Religionsfreiheit und der Lehre ein und blieb ledig.
Sein Schwager war der Politiker Bernardino Lurati.

## Schriften
- Memoria a favore delli sig.ri Secondo e avv. Giovanni fratelli Polar di Breganzona. 1852.